# ローズ・ドール
ローズ・ドール（Rose d'Or）は、毎年開催される欧州放送連合主催の国際テレビ祭である。ローズ・ドールはフランス語で金のバラのこと。

## 歴史
1961年に第1回を開催。2011年を除きほぼ毎年開催されている。

## 賞
かつては最高賞に金のバラ賞が、各部門の最優秀に銀のバラ賞が授与されていたが現在は各部門の最優秀賞に金のバラ賞が贈呈される。部門は下記のとおり。
- アート・ドキュメンタリー&パフォーミングアーツ
- コメディ
- シットコム
- ドラマ&ミニシリーズ
- ソープ&テレノベラ
- 子供青少年向け
- バラエティ・ライブショー
- ゲームショー
- リアリティ
- マルチプラットフォーム

## 歴代受賞作
- 1977年：マペット・ショー（ イギリス・UKIB/ジム・ヘンソン・カンパニー）
- 1990年：Mr.ビーン（ イギリス・UKIB、テムズ）
- 2002年：ポップアイドル（ イギリス・フリーマントルメディア、19、ITV）
- 2005年：テスト・ザ・ネイション（ イギリス）
- 2006年：フジテレビジョン（ 日本）
- 2007年：シークレット・ミリオネア（ イギリス）
- 2009年：I Survived a Japanese Game Show（ アメリカ合衆国）
- 2012年：ユーロビジョン・ソング・コンテスト2011グランドファイナル（ ドイツ・EBU、NDR、ブレインプール）、PAN AM/パンナム（ アメリカ合衆国・ソニー・ピクチャーズ）、ドリームハイ（ 韓国）
- 2016年：ユーロビジョン・ソング・コンテスト2016グランドファイナル（ スウェーデン・EBU、SVT）他